# Tetnoeldi
De Tetnoeldi (Georgisch:თეთნულდი) is een opvallende bergtop in het centrale deel van de Grote Kaukasus. De berg bevindt zich in Svanetië in de regio Samegrelo-Zemo Svaneti in Georgië. De top ligt op 4858 meter boven zeeniveau. Het zou de op negen na hoogste bergtop van de Kaukasus zijn.